# صورت‌کد (زیرساخت زبان مشترک)
یک صورت‌کد اسمبلی (به انگلیسی: assembly manifest) در در چارچوب دات‌نت، یک فایل متنی است که شامل فراداده‌های مرتبط با کد موجود در یک اسمبلی CLI است. این فایل توصیف‌کننده روابط و وابستگی‌های مولفه‌های موجود در اسمبلی، اطلاعات نسخه‌ها، اطلاعات دامنه، و مجوزهای امنیتی مورد نیاز اسمبلی است.
اطلاعات «صورت‌کد» در داخل یک اسمبلی توکار شده است، و به کمک نرم‌افزار IL Disassembler یعنی فایل ILDASM.exe قابل مشاهده است، که این فایل، بخشی از کیت توسعه نرم‌افزار مایکروسافت ویندوز می‌باشد.